# Айленд-Лейк
Айленд-Лейк (англ. Island Lake) — літнє село в Канаді, у провінції Альберта, у складі муніципального району Атабаска.

## Населення
За даними перепису 2016 року, літнє село нараховувало 228 осіб постійного населення, показавши скорочення на 6,2%, порівняно з 2011-м роком. Середня густина населення становила 123,1 осіб/км².
З офіційних мов обидвома одночасно володіли 20 жителів, тільки англійською — 210. Усього 5 осіб вважали рідною мовою не одну з офіційних.
Працездатне населення становило 125 осіб (53,2% усього населення), рівень безробіття — 8%.

## Клімат
Середня річна температура становить 1,4°C, середня максимальна – 20,3°C, а середня мінімальна – -22,9°C. Середня річна кількість опадів – 496 мм.
| Клімат поселення                              | Клімат поселення | Клімат поселення | Клімат поселення | Клімат поселення | Клімат поселення | Клімат поселення | Клімат поселення | Клімат поселення | Клімат поселення | Клімат поселення | Клімат поселення | Клімат поселення | Клімат поселення |
| Показник                                      | Січ.             | Лют.             | Бер.             | Квіт.            | Трав.            | Черв.            | Лип.             | Серп.            | Вер.             | Жовт.            | Лист.            | Груд.            |                  |
| Середній максимум, °C                         | −9,79            | −5,56            | 0,52             | 9,50             | 16,04            | 20,20            | 20,33            | 19,58            | 14,20            | 8,72             | −1,38            | −9,02            |                  |
| Середня температура, °C                       | −16,34           | −12,11           | −6,04            | 2,94             | 9,48             | 13,64            | 15,74            | 14,99            | 9,63             | 4,14             | −5,96            | −13,6            |                  |
| Середній мінімум, °C                          | −22,91           | −18,67           | −12,61           | −3,61            | 2,94             | 7,08             | 11,17            | 10,42            | 5,04             | −0,44            | −10,54           | −18,18           |                  |
| Норма опадів, мм                              | 25               | 18               | 19               | 24               | 48               | 88               | 102              | 65               | 40               | 22               | 21               | 24               |                  |
| Середньомісячна швидкість вітру, м/с          | 3.20             | 3.14             | 3.30             | 3.51             | 3.60             | 3.20             | 3.00             | 3.00             | 3.06             | 3.50             | 3.30             | 3.30             |                  |
| Середньомісячна сонячна радіація, кДж/м²·день | 3023             | 6365             | 11893            | 17109            | 20523            | 21902            | 21776            | 17965            | 12020            | 6880             | 3341             | 2113             |                  |
| --------------------------------------------- | ---------------- | ---------------- | ---------------- | ---------------- | ---------------- | ---------------- | ---------------- | ---------------- | ---------------- | ---------------- | ---------------- | ---------------- | ---------------- |
| Джерело:                                      |                  |                  |                  |                  |                  |                  |                  |                  |                  |                  |                  |                  |                  |